# Championnat d'Allemagne de football 1903-1904
Navigation
Meisterschaft
(Verbandsligen)
1902-1903 Meisterschaft
(Verbandsligen)
1904-1905
La saison 1903-1904 du Championnat d'Allemagne de football était la 2e édition de la première division allemande.
Huit clubs participent à la compétition nationale, il s'agit des clubs champions de 8 régions d'Allemagne. Le championnat national est disputé sous forme de coupe à élimination directe.
Cette saison ne voit pas de vainqueur désigné, puisque la compétition n'a pas eu lieu dans son intégralité : la DFB l'a annulée en raison de plaintes du Karlsruher FV. En effet, Karlsruhe protestait le fait que les matchs ne se déroulaient pas sur terrain neutre comme le stipulait la règle. La DFB avait déjà ignoré cette règle l'année précédente pour des raisons financières, mais cette fois-ci Karlsruhe a fait valoir que certains de ses joueurs n'avaient pas pu se rendre au match de quart-de-finale à Berlin et que cela avait causé la défaite de Karlsruhe. En conséquence, le championnat a été annulé, et la finale prévue opposant le VfB Leipzig, tenant du titre, au Britannia Berlin n'a jamais été disputée.

## Les 8 clubs participants
(entre parenthèses, la région d'appartenance du club)
- Britannia Berlin (Berlin)
- SC Germania '87 Hambourg (Hambourg)
- Victoria Magdebourg (Mittelelbe)
- VfB Leipzig (Nordwestsachen)
- Karlsruher FV (Suddeutschland)
- KSV Hessen Kassel
- Hannover 96 (Hanovre)
- Duisbourg SpV (Rhein/Ruhr)

## Compétition
La compétition a lieu sous forme de coupe, avec match simple. 
|  | Quarts de finale         | Quarts de finale         | Quarts de finale        | Quarts de finale        |                          |                          | Demi-finales          | Demi-finales          | Demi-finales          | Demi-finales          |  |  | Finale               | Finale               | Finale               | Finale               |
|  |                          |                          |                         |                         |                          |                          |                       |                       |                       |                       |  |  |                      |                      |                      |                      |
|  | 24 avril 1904 à Leipzig  | 24 avril 1904 à Leipzig  | 24 avril 1904 à Leipzig | 24 avril 1904 à Leipzig |                          |                          | 12 mai 1904 à Leipzig | 12 mai 1904 à Leipzig | 12 mai 1904 à Leipzig | 12 mai 1904 à Leipzig |  |  | 29 mai 1904 à Cassel | 29 mai 1904 à Cassel | 29 mai 1904 à Cassel | 29 mai 1904 à Cassel |
|  | 24 avril 1904 à Leipzig  | 24 avril 1904 à Leipzig  | 24 avril 1904 à Leipzig | 24 avril 1904 à Leipzig |                          |                          | 12 mai 1904 à Leipzig | 12 mai 1904 à Leipzig | 12 mai 1904 à Leipzig | 12 mai 1904 à Leipzig |  |  | 29 mai 1904 à Cassel | 29 mai 1904 à Cassel | 29 mai 1904 à Cassel | 29 mai 1904 à Cassel |
|  | VfB Leipzig T            | VfB Leipzig T            | 1                       | 1                       |                          |                          | 12 mai 1904 à Leipzig | 12 mai 1904 à Leipzig | 12 mai 1904 à Leipzig | 12 mai 1904 à Leipzig |  |  | 29 mai 1904 à Cassel | 29 mai 1904 à Cassel | 29 mai 1904 à Cassel | 29 mai 1904 à Cassel |
|  | VfB Leipzig T            | VfB Leipzig T            | 1                       | 1                       |                          |                          | 12 mai 1904 à Leipzig | 12 mai 1904 à Leipzig | 12 mai 1904 à Leipzig | 12 mai 1904 à Leipzig |  |  | 29 mai 1904 à Cassel | 29 mai 1904 à Cassel | 29 mai 1904 à Cassel | 29 mai 1904 à Cassel |
|  | Victoria Magdebourg      | Victoria Magdebourg      | 0                       | 0                       |                          |                          | 12 mai 1904 à Leipzig | 12 mai 1904 à Leipzig | 12 mai 1904 à Leipzig | 12 mai 1904 à Leipzig |  |  | 29 mai 1904 à Cassel | 29 mai 1904 à Cassel | 29 mai 1904 à Cassel | 29 mai 1904 à Cassel |
|  | Victoria Magdebourg      | Victoria Magdebourg      | 0                       | 0                       | VfB Leipzig T a.p.       | VfB Leipzig T a.p.       | 3                     | 3                     |                       |                       |  |  | 29 mai 1904 à Cassel | 29 mai 1904 à Cassel | 29 mai 1904 à Cassel | 29 mai 1904 à Cassel |
|  | 8 mai 1904 à Duisbourg   |                          |                         |                         | VfB Leipzig T a.p.       | VfB Leipzig T a.p.       | 3                     | 3                     |                       |                       |  |  | 29 mai 1904 à Cassel | 29 mai 1904 à Cassel | 29 mai 1904 à Cassel | 29 mai 1904 à Cassel |
|  |                          |                          | Duisbourg SpV           | Duisbourg SpV           | 2                        | 2                        |                       |                       |                       |                       |  |  | 29 mai 1904 à Cassel | 29 mai 1904 à Cassel | 29 mai 1904 à Cassel | 29 mai 1904 à Cassel |
|  | Duisbourg SpV            | Duisbourg SpV            | Duisbourg SpV           | Duisbourg SpV           | 2                        | 2                        | 5                     | 5                     |                       |                       |  |  | 29 mai 1904 à Cassel | 29 mai 1904 à Cassel | 29 mai 1904 à Cassel | 29 mai 1904 à Cassel |
|  | Duisbourg SpV            | Duisbourg SpV            | 8 mai 1904 à Hambourg   |                         |                          |                          | 5                     | 5                     |                       |                       |  |  | 29 mai 1904 à Cassel | 29 mai 1904 à Cassel | 29 mai 1904 à Cassel | 29 mai 1904 à Cassel |
|  | KSV Hessen Kassel        | KSV Hessen Kassel        | 3                       | 3                       |                          |                          |                       |                       |                       |                       |  |  | 29 mai 1904 à Cassel | 29 mai 1904 à Cassel | 29 mai 1904 à Cassel | 29 mai 1904 à Cassel |
|  | KSV Hessen Kassel        | KSV Hessen Kassel        | 3                       | 3                       | VfB Leipzig T            |                          |                       |                       |                       |                       |  |  |                      |                      |                      |                      |
|  | 24 avril 1904 à Hambourg |                          |                         |                         |                          |                          |                       |                       |                       |                       |  |  |                      |                      |                      |                      |
|  |                          |                          | BSV 92 Berlin           |                         |                          |                          |                       |                       |                       |                       |  |  |                      |                      |                      |                      |
|  | SC Germania '87 Hambourg | SC Germania '87 Hambourg | 11                      | 11                      |                          |                          |                       |                       |                       |                       |  |  |                      |                      |                      |                      |
|  | SC Germania '87 Hambourg | SC Germania '87 Hambourg | 11                      | 11                      |                          |                          |                       |                       |                       |                       |  |  |                      |                      |                      |                      |
|  | Hannover 96              | Hannover 96              | 0                       | 0                       |                          |                          |                       |                       |                       |                       |  |  |                      |                      |                      |                      |
|  | Hannover 96              | Hannover 96              | 0                       | 0                       | SC Germania '87 Hambourg | SC Germania '87 Hambourg | 1                     | 1                     |                       |                       |  |  |                      |                      |                      |                      |
|  | 24 avril 1904 à Berlin   |                          |                         |                         | SC Germania '87 Hambourg | SC Germania '87 Hambourg | 1                     | 1                     |                       |                       |  |  |                      |                      |                      |                      |
|  |                          |                          | Britannia Berlin        | Britannia Berlin        | 3                        | 3                        |                       |                       |                       |                       |  |  |                      |                      |                      |                      |
|  | Britannia Berlin         | Britannia Berlin         | Britannia Berlin        | Britannia Berlin        | 3                        | 3                        | 6                     | 6                     |                       |                       |  |  |                      |                      |                      |                      |
|  | Britannia Berlin         | Britannia Berlin         |                         |                         |                          |                          |                       | 6                     |                       |                       |  |  |                      |                      |                      |                      |
|  | Karlsruher SC            | Karlsruher SC            | 1                       | 1                       |                          |                          |                       |                       |                       |                       |  |  |                      |                      |                      |                      |
|  | Karlsruher SC            | Karlsruher SC            | 1                       | 1                       |                          |                          |                       |                       |                       |                       |  |  |                      |                      |                      |                      |
|  |                          |                          |                         |                         |                          |                          |                       |                       |                       |                       |  |  |                      |                      |                      |                      |

## Bilan de la saison
| Tableau d'Honneur                   |                   |
| Compétition                         | Vainqueur         |
| Championnat d'Allemagne de football | Titre non décerné |